# Беразино
Беразино или Березино (блр. Беразіно; рус. Березино́) је град у Белорусији и административни је центар Беразинског рејона Минске области. Лежи на левој обали реке Березина на око 100 км источно од главног града земље Минска на аутопуту М4 који повезује главни град са Могиљевом.

## Историја
Беразино се по први пут помиње 1501. као мало насеље у оквиру Минског војводства Велике кнежевине Литваније. У том периоду помиње се и под именима Нижње Беразино и Беразино Љубачанско. Од средине XVI века насеље постаје део феуда породице Сапега чији књаз Лав Сапега 1641. у насељу оснива католичку цркву посвећену Вазнесењу Мајке Божије.
Град улази у састав Руске Империје 1793. године.
Град је био под окупацијом Нацистичке Немачке од 3. јула 1941. до 3. јула 1944. године, а у знак сећања на ослобођење сваки 3. јул се слави као дан града.
Административно је уређен као варошица 27. септембра 1938, а службени статус града има од 7. марта 1968.

## Становништво
Према процени, у граду су 2012. живела 11.943 становника.
| 1979. | 1989.  | 1999.  | 2009.  | 2012.  |
| ----- | ------ | ------ | ------ | ------ |
| 9.274 | 12.665 | 12.665 | 12.020 | 11.943 |

## Међународна сарадња
Беразино има потписан уговор о међународној сарадњи и партнерству са:
- Русија Клин, Московска област, Русија